# Gemeenschapsinstelling voor Bijzondere Jeugdbijstand De Zande

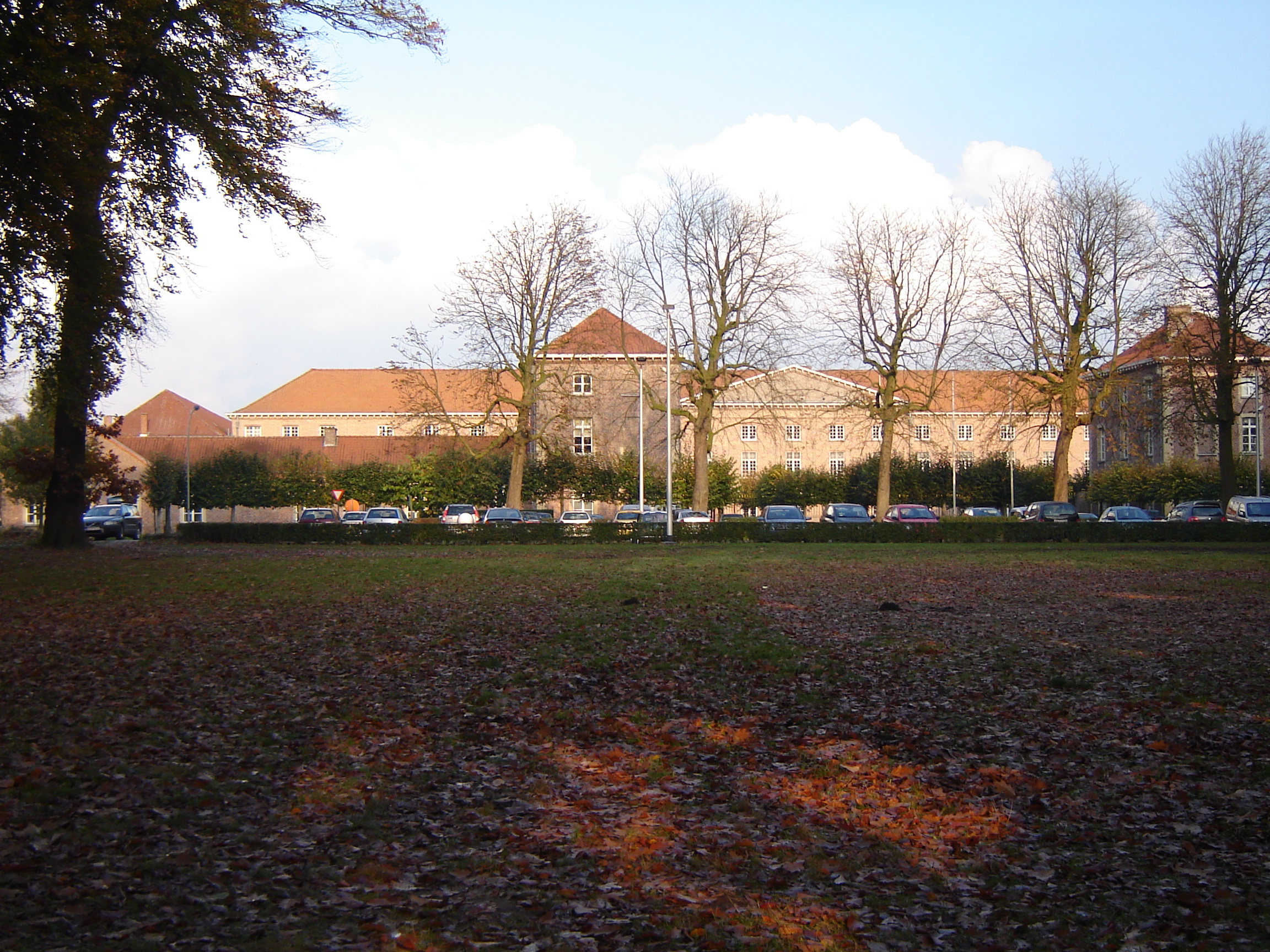
Zicht op hoofdgebouw van Gemeenschapinstelling voor Bijzondere Jeugdbijstand 'De Zande'

De Gemeenschapsinstelling voor Bijzondere Jeugdbijstand De Zande is een Vlaamse gemeenschapsinstelling voor Bijzondere Jeugdbijstand. De instelling heeft een halfopen afdeling voor jongens in Ruiselede, een gesloten afdeling voor jongens in Wingene en een gesloten afdeling voor meisjes en jongens in Beernem.
Te Ruiselede, op de grens met de gemeenten Wingene en Beernem werd in 1849 op het grondgebied van het vroegere Sint-Pietersveld (van de Sint-Pietersabdij van Gent) een École de Réforme (Hervormingsschool) opgericht voor landlopers, wezen en verwaarloosde jongeren. Deze instelling bleef, na enkele naamsveranderingen, tot op heden bestaan. Ze is nu opgesplitst in de "Gemeenschapsinstelling voor Bijzondere Jeugdbijstand De Zande Campus Ruiselede" en het "Penitentiair Landbouwcentrum", een strafinstelling voor volwassenen. 
Het is een door de Vlaamse Gemeenschap zelf georganiseerde voorziening samen met de Gemeenschapsinstelling voor Bijzondere Jeugdbijstand De Kempen in Mol (met een gesloten en een halfopen afdeling). De Zande heeft twee afdelingen voor jongens in de gemeente Wingere; Campus Ruiselede (Vagevuurstraat 14) (halfopen en gesloten) en Campus Wingene (Sint Pietersveldstraat 3) en een afdeling in Beernem voor meisjes en jongens (gesloten afdeling). 
In het verleden bestond de instelling ook onder de naam Heropvoedingsgesticht, Weldadigheidsschool en Rijksopvoedingsgesticht.